# ArtRage
ArtRage – program komputerowy stworzony przez nowozelandzką firmę Ambient Design Ltd, który umożliwia malowanie i rysowanie grafiki rastrowej.

## Możliwości
Program pozwala na stosowanie najpopularniejszych technik plastycznych. Można używać farb, ołówków, kredy, sprayów, kredek ołówkowych i pastelowych, wałka, tuby z farbą oraz flamastrów.
Wszystkie powyższe techniki można stosować w połączeniu z szablonami i linijkami. Dzięki temu można uzyskać precyzyjne kształty i wymiary.
Podstawową możliwością jest rysowanie „z głowy”, dodatkowo dostępne jest rysowanie na podstawie obrazów i zdjęć podkładowych.
ArtRage to faktycznie edytor malarski – do wyboru są różne rodzaje podkładów: np. akwarelami można malować na papierze akwarelowym, a farbami olejnymi na płótnie.
Pełna wersja – Pro – posiada możliwości malowania warstwami, czyli malowania części kompozycji na osobnych warstwach.Ułatwia to tworzenie skomplikowanych kompozycji, gdyż ewentualny błąd dotyczy tylko jednego elementu, a anie całego dzieła tak jak ma to np. miejsce w programie MS Paint.
Bardzo wygodną funkcją ArtRage’a jest chowanie wszystkich pasków, palet i przyborów. Dzięki temu, za kliknięciem jednego (prawego) przycisku myszy, zobaczyć można całą dotychczasową pracę. Pozwala to również dokończyć malowanie w miejscach gdzie ekran przysłaniały przybory.
ArtRage należy do programów, które łatwo i szybko pozwalają korzystać nawet bardzo zaawansowane opcje. Przykładem może być intuicyjny wybór niemal nieograniczonej liczby kolorów, odcieni oraz stopnia przezroczystości.
Dostępna jest bezpłatna, ograniczona (bez możliwości zapisywania i eksportowania plików) wersja demo programu Artrage 6. Za najnowszą wersję Vitae obsługującą warstwy zapłacić trzeba równowartość 80 dolarów amerykańskich.

## Typ plików, import i eksport
ArtRage ma własny format plików ptg, ale umożliwia import i eksport obrazów w formatach BMP, JPEG, GIF, TIFF, PNG i Adobe Photoshop PSD.

## Pakiety

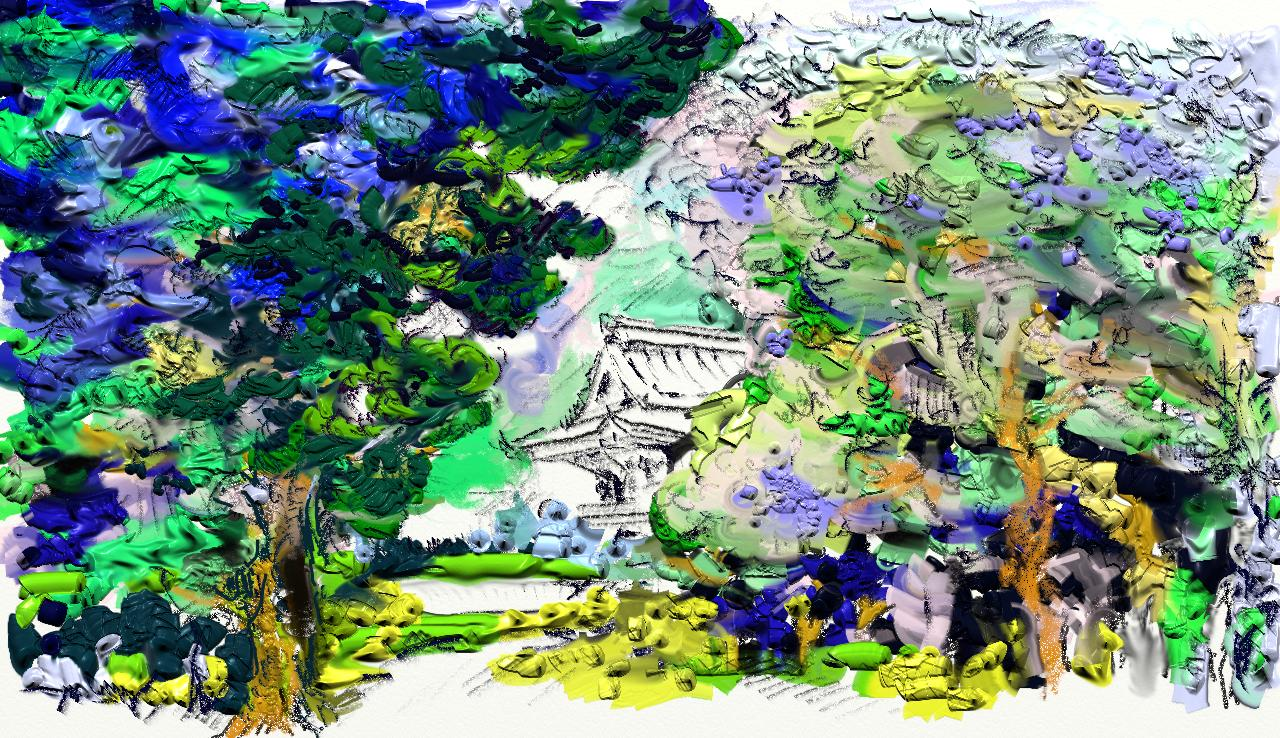
rodzaje pędzli

Wersja ArtRage nazwana „Ink Art” była dołączana do Microsoft Experience Pack for the Tablet PC, a także z kilkoma tabletami włączając w to niektóre tablety firmy Wacom. Ink Art zawierało niektóre właściwości oferowane przez pełną wersję ArtRage.